# Moisès Blanxart i Moreno
Moisès Blanxart i Moreno (Granollers) és un jugador d'handbol català que juga a la posició d'extrem amb el BM Granollers a la Lliga ASOBAL.